# فطیره، ادلب
فطیره (به عربی: فطیرة) یک روستا در سوریه است که در ناحیه کفرنبل واقع شده‌است. فطیره ۲٬۷۱۵ نفر جمعیت دارد.